# 阿蘇製薬
阿蘇製薬株式会社（あそせいやく、英: ASO Pharmaceutical Co.,Ltd.）は、熊本県菊池郡菊陽町に本社を置く絆創膏や眼帯など医療用品のメーカーである。特に絆創膏の国内シェアは約25%を誇り、国内最大手のメーカーである。

## 概要
- 本社（工場）所在地：熊本県菊池郡菊陽町津久礼91-1
- 営業所：3ヶ所

## 関連施設
- 阿蘇火山博物館

※かつては九州産業交通（現在の九州産業交通ホールディングス）の系列施設だったが、同社の経営不振により産業再生機構の支援の下、2005年4月に当社に譲渡され、経営を引き継いでいる。

## 関連会社

### 国内
- アソインターナショナル株式会社
- 康和株式会社
- 阿蘇精機株式会社

### 海外
- ASO LLC（アメリカ合衆国）
- ASO PHILIPPINES, INC（フィリピン）
- ASO EUROPE（オランダ）
- ASO AMERICAS（メキシコ）

## 商品
- デルガード救急バン
- 救急バンV
- サビオ
- クイックパッド
- ワンタッチパッド
- 傷あてパッド
- 防水パッド
- 防水フィルム
- ウオノメバン
- 磁気絆
- サージカルテープ
- 包帯
- 綿棒
- デルガード やわふわマスク
- デルガード エアリートマスク